# Миро-Маре
Миро-Маре — вилла постройки начала XX века в стиле итальянской неоготики в Симеизе, расположенный по адресу ул. Владимира Луговского, 4 а, сооружённая в 1910—1916 году по проекту архитектора П. П, Щёкотова для Марии Алексеевны Станкевич. В советское время — корпус № 3 санатория им. Семашко. Памятник градостроительства и архитектуры регионального значения.

## История
25 октября 1910 года Мария Алексеевна Станкевич приобретает у владельца Нового Симеиза И. С. Мальцова дачные участки под № 9, 10, 11, площадью 1028 квадратных саженей, а 25 июня 1911 года докупила у дворянина М. Д. Лисаневича ещё участок № 12 площадью 315 квадратных саженей (около 0, 61 гектара). На участке был разбит небольшой парк, с бассейном в центре и начато строительство дачи. Проект был заказан архитектору Петру Щёкотову, представителю московского модерна. Принято считать, что идея внешнего вида дачи навеяна дворцом Дожей в Венеции. Собственно строительством руководили военные инженеры братья В. П. Семёнов и генерал-майор Я. П. Семёнов.

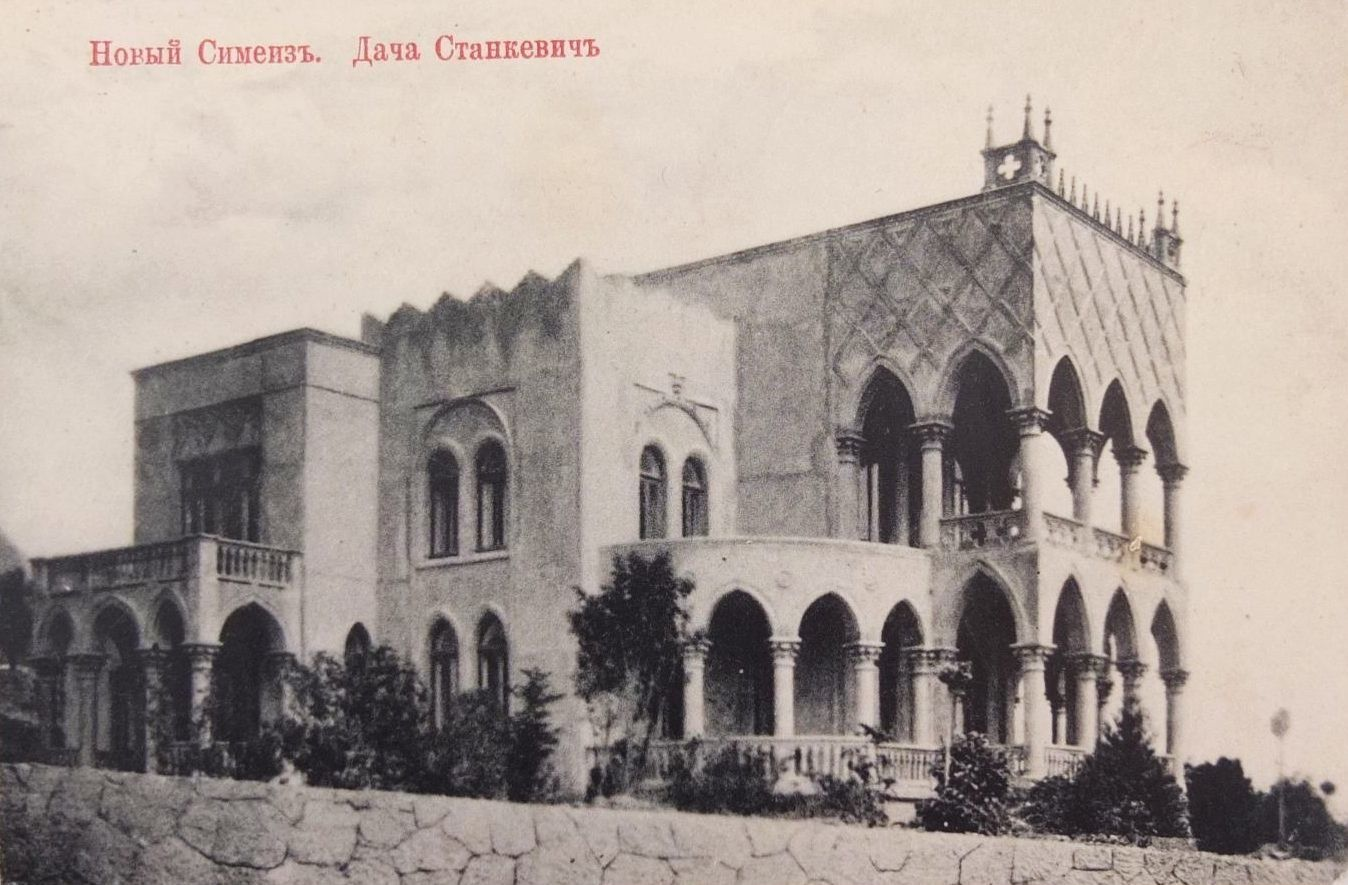
Дача Станкевич, 1914 г.

Архитектурно фасад состоит из двух лент слабых на вид опор первого этажа и высокой стена на втором: нижние колонны составляли портик, служивший укрытием от солнца (фасад ориентирован на юг), той же цели служила и верхняя колоннада. Тяжесть и толщину верха второго этажа архитектор замаскировал диагональными тягами облицовки, впечатлению о лёгкости фасада также способствовали пинакли, повторяющие узор балюстрад, вознесенные на кровлю на углы фасада и покраска в светло-розовые и светло-голубые цвета ромбов верхней части второго этажа. Вместо карниза был сооружён тонкий венчающий гребень, намекающий на тонкость стены под ним (не сохранился). На первом этаже была устроена большая гостиная, жилые помещения, в основном, располагались на втором этаже.
В дореволюционное время вилла была своеобразным центром культурной жизни Симеиза: здесь собирались не чуждые творчества обитатели дач, иногда музицировал Рахманинов. Сергей Маковский вспоминал, что подобные встречи на вилле Марии Станкевич продолжались и во время Гражданской войны, когда в Крым приходили то белые, то красные.

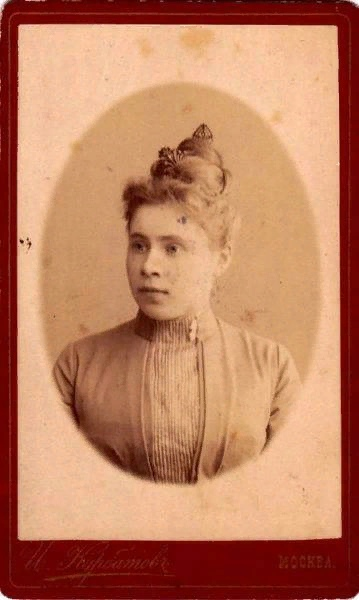
Мария Станкевич, 1882 г.

16 декабря 1920 года приказом председателя Революционного комитета Крыма были изъяты «из частного владения как разных ведомств, так и частных лиц все имения Южного берега Крыма в районе от Судака до Севастополя включительно» и передавались в ведение специально созданного Управления Южсовхоза. В 1935 году санаторий «Миро-маре» объединили с санаториями «Камея», «Дельфин», имени Фрунзе, бывшей дачей Завгородней в противотуберкулезный санаторий имени Семашко на 470 коек — в Миро-Маре помещался корпус № 3 на 30 мест с 2-х и3-х местными номерами с удобствами в блоке на 2 номера.

### Мария Алексеевна Станкевич
Мария Алексеевна Станкевич (1867—1922), урождённая Голостенова, жена коллекционера и историка А. И. Станкевича известная пианистка, окончила Елизаветинский институт в Москве. Училась музыке у С. И. Танеева, как пианистка выступала в разных городах России, автор около 50 сочинений для рояля: квартетов, трио, пес, романсов. Побывала на всех континентах, кроме Австралии, путевые заметки публиковала в журналах «Нива» и «Природа и люди».